# Біладамат
Біладамат (кат. Viladamat) — муніципалітет, розташований в Автономній області Каталонія, в Іспанії. Знаходиться у районі (кумарці) Ал Ампурда провінції Жирона, згідно з новою адміністративною реформою перебуватиме у складі Баґарії (округи) Жирона.

## Населення
Населення міста (у 2007 р.) становить 440 осіб (з них менше 14 років — 12,3 %, від 15 до 64 — 65,9 %, понад 65 років — 21,8 %). У 2006 р. народжуваність склала 5 осіб, смертність — 6 осіб, зареєстровано 2 шлюби. У 2001 р. активне населення становило 173 особи, з них безробітних — 10 осіб.

Серед осіб, які проживали на території міста у 2001 р., 353 народилися в Каталонії (з них 245 осіб у тому самому районі, або кумарці), 17 осіб приїхало з інших областей Іспанії, а 15 осіб приїхало з-за кордону. 

Університетську освіту має 8,6 % усього населення. 

У 2001 р. нараховувалося 143 домогосподарства (з них 23,8 % складалися з однієї особи, 25,9 % з двох осіб,23,1 % з 3 осіб, 16,8 % з 4 осіб, 5,6 % з 5 осіб, 4,9 % з 6 осіб, 0 % з 7 осіб, 0 % з 8 осіб і 0 % з 9 і більше осіб).

Активне населення міста у 2001 р. працювало у таких сферах діяльності: у сільському господарстві — 17,2 %, у промисловості — 16,6 %, на будівництві — 10,4 % і у сфері обслуговування — 55,8 %. 

 У муніципалітеті або у власному районі (кумарці) працює 99 осіб, поза районом — 97 осіб.

### Безробіття
У 2007 р. нараховувалося 4 безробітних (у 2006 р. — 5 безробітних), з них чоловіки становили 50 %, а жінки — 50 %.

## Економіка

### Підприємства міста

#### Промислові підприємства
| \| Промислові підприємства міста, за сферою діяльності \| Промислові підприємства міста, за сферою діяльності \| Промислові підприємства міста, за сферою діяльності \| \| Рік \| 2002 р. \| 2001 р. \| \| --------------------------------------------------- \| --------------------------------------------------- \| --------------------------------------------------- \| \| Енергетичні та водні ресурси \| 33,3 % \| 28,6 % \| \| Хімія та метали \| 0 % \| 0 % \| \| Переробка металів \| 0 % \| 0 % \| \| Продукти харчування \| 16,7 % \| 14,3 % \| \| Текстиль \| 16,7 % \| 14,3 % \| \| Виробництво меблів, видання \| 33,3 % \| 42,9 % \| \| Інше \| 0 % \| 0 % \| \| Усього підприємств \| 6 \| 7 \| |         |         |
| Промислові підприємства міста, за сферою діяльності |         |         |
| Рік | 2002 р. | 2001 р. |
| Енергетичні та водні ресурси | 33,3 %  | 28,6 %  |
| Хімія та метали | 0 %     | 0 %     |
| Переробка металів | 0 %     | 0 %     |
| Продукти харчування | 16,7 %  | 14,3 %  |
| Текстиль | 16,7 %  | 14,3 %  |
| Виробництво меблів, видання | 33,3 %  | 42,9 %  |
| Інше | 0 %     | 0 %     |
| Усього підприємств | 6       | 7       |

#### Роздрібна торгівля
| \| Підприємства роздрібної торгівлі міста, за сферою діяльності \| Підприємства роздрібної торгівлі міста, за сферою діяльності \| Підприємства роздрібної торгівлі міста, за сферою діяльності \| \| Рік \| 2002 р. \| 2001 р. \| \| ------------------------------------------------------------ \| ------------------------------------------------------------ \| ------------------------------------------------------------ \| \| Продукти харчування \| 40 % \| 36,4 % \| \| Одяг та взуття \| 0 % \| 0 % \| \| Товари для дому \| 10 % \| 9,1 % \| \| Книги та періодичні видання \| 0 % \| 0 % \| \| Промислова хімічна продукція \| 20 % \| 18,2 % \| \| Продукція, пов'язана з транспортними засобами \| 10 % \| 9,1 % \| \| Інше \| 20 % \| 27,3 % \| \| Усього підприємств \| 10 \| 11 \| |         |         |
| Підприємства роздрібної торгівлі міста, за сферою діяльності |         |         |
| Рік | 2002 р. | 2001 р. |
| Продукти харчування | 40 %    | 36,4 %  |
| Одяг та взуття | 0 %     | 0 %     |
| Товари для дому | 10 %    | 9,1 %   |
| Книги та періодичні видання | 0 %     | 0 %     |
| Промислова хімічна продукція | 20 %    | 18,2 %  |
| Продукція, пов'язана з транспортними засобами | 10 %    | 9,1 %   |
| Інше | 20 %    | 27,3 %  |
| Усього підприємств | 10      | 11      |

#### Сфера послуг
| \| Підприємства міста, що працюють у сфері послуг, за діяльністю \| Підприємства міста, що працюють у сфері послуг, за діяльністю \| Підприємства міста, що працюють у сфері послуг, за діяльністю \| \| Рік \| 2002 р. \| 2001 р. \| \| ------------------------------------------------------------- \| ------------------------------------------------------------- \| ------------------------------------------------------------- \| \| Гуртова торгівля \| 13,6 % \| 12,5 % \| \| Готелі та готельний бізнес \| 22,7 % \| 29,2 % \| \| Транспорт та зв'язок \| 13,6 % \| 12,5 % \| \| Посередницькі фінансові послуги \| 9,1 % \| 8,3 % \| \| Послуги підприємствам \| 4,5 % \| 4,2 % \| \| Послуги фізичним особам \| 27,3 % \| 25 % \| \| Нерухомість та ін. \| 9,1 % \| 8,3 % \| \| Усього підприємств \| 22 \| 24 \| |         |         |
| Підприємства міста, що працюють у сфері послуг, за діяльністю |         |         |
| Рік | 2002 р. | 2001 р. |
| Гуртова торгівля | 13,6 %  | 12,5 %  |
| Готелі та готельний бізнес | 22,7 %  | 29,2 %  |
| Транспорт та зв'язок | 13,6 %  | 12,5 %  |
| Посередницькі фінансові послуги | 9,1 %   | 8,3 %   |
| Послуги підприємствам | 4,5 %   | 4,2 %   |
| Послуги фізичним особам | 27,3 %  | 25 %    |
| Нерухомість та ін. | 9,1 %   | 8,3 %   |
| Усього підприємств | 22      | 24      |

## Житловий фонд
У 2001 р. 3,5 % усіх родин (домогосподарств) мали житло метражем до 59 м², 26,6 % — від 60 до 89 м², 35,7 % — від 90 до 119 м² і
34,3 % — понад 120 м².

З усіх будівель у 2001 р. 38,5 % було одноповерховими, 60,1 % — двоповерховими, 1,4 % — триповерховими, 0 % — чотириповерховими, 0 % — п'ятиповерховими, 0 % — шестиповерховими,
0 % — семиповерховими, 0 % — з вісьмома та більше поверхами.

## Автопарк
| \| Автомобілі, зареєстровані у місті, за призначенням \| Автомобілі, зареєстровані у місті, за призначенням \| Автомобілі, зареєстровані у місті, за призначенням \| \| Рік \| 2006 р. \| 2005 р. \| \| -------------------------------------------------- \| -------------------------------------------------- \| -------------------------------------------------- \| \| Приватні автомобілі \| 65,2 % \| 67 % \| \| Мотоцикли \| 7,3 % \| 7,1 % \| \| Вантажівки \| 24 % \| 22,9 % \| \| Трактори \| 0,4 % \| 0,4 % \| \| Автобуси та ін. \| 3,1 % \| 2,4 % \| \| Усього автомобілів \| 454 шт. \| 449 шт. \| |         |         |
| Автомобілі, зареєстровані у місті, за призначенням |         |         |
| Рік | 2006 р. | 2005 р. |
| Приватні автомобілі | 65,2 %  | 67 %    |
| Мотоцикли | 7,3 %   | 7,1 %   |
| Вантажівки | 24 %    | 22,9 %  |
| Трактори | 0,4 %   | 0,4 %   |
| Автобуси та ін. | 3,1 %   | 2,4 %   |
| Усього автомобілів | 454 шт. | 449 шт. |

## Вживання каталанської мови
У 2001 р. каталанську мову у місті розуміли 98,7 % усього населення (у 1996 р. — 99,7 %), вміли говорити нею 96,1 % (у 1996 р. — 95,9 %), вміли читати 90 % (у 1996 р. — 92,1 %), вміли писати 72,7 % (у 1996 р. — 63,3 %). Не розуміли каталанської мови 1,3 %.

## Політичні уподобання
У виборах до Парламенту Каталонії у 2006 р. взяло участь 246 осіб (у 2003 р. — 265 осіб). Голоси за політичні сили розподілилися таким чином:
| \| Вибори до Парламенту Каталонії \| Вибори до Парламенту Каталонії \| Вибори до Парламенту Каталонії \| \| Рік \| 2006 р. \| 2003 р. \| \| -------------------------------------- \| ------------------------------ \| ------------------------------ \| \| Конвергенція та Єднання (CiU) \| 43,5 % \| 49,1 % \| \| Соціалістична партія Каталонії (PSC) \| 18,7 % \| 19,6 % \| \| Народна партія (PP) \| 3,7 % \| 3 % \| \| Ініціатива за зелену Каталонію (IC) \| 7,7 % \| 5,3 % \| \| Республіканська лівиця Каталонії (ERC) \| 24 % \| 22,6 % \| \| Громадянська партія (C's) \| 0,4 % \| 0 % \| \| Інші \| 2 % \| 0,4 % \| |         |         |
| Вибори до Парламенту Каталонії |         |         |
| Рік | 2006 р. | 2003 р. |
| Конвергенція та Єднання (CiU) | 43,5 %  | 49,1 %  |
| Соціалістична партія Каталонії (PSC) | 18,7 %  | 19,6 %  |
| Народна партія (PP) | 3,7 %   | 3 %     |
| Ініціатива за зелену Каталонію (IC) | 7,7 %   | 5,3 %   |
| Республіканська лівиця Каталонії (ERC) | 24 %    | 22,6 %  |
| Громадянська партія (C's) | 0,4 %   | 0 %     |
| Інші | 2 %     | 0,4 %   |

У муніципальних виборах у 2007 р. взяло участь 290 осіб (у 2003 р. — 288 осіб). Голоси за політичні сили розподілилися таким чином:
| \| Муніципальні вибори \| Муніципальні вибори \| Муніципальні вибори \| \| Рік \| 2007 р. \| 2003 р. \| \| -------------------------------------- \| ------------------- \| ------------------- \| \| Конвергенція та Єднання (CiU) \| 14,5 % \| 27,4 % \| \| Соціалістична партія Каталонії (PSC) \| 62,8 % \| 55,2 % \| \| Народна партія (PP) \| 0 % \| 0 % \| \| Ініціатива за зелену Каталонію (IC) \| 0 % \| 17,4 % \| \| Республіканська лівиця Каталонії (ERC) \| 0 % \| 0 % \| \| Громадянська партія (C's) \| 0 % \| 0 % \| \| Інші \| 22,8 % \| 0 % \| |         |         |
| Муніципальні вибори |         |         |
| Рік | 2007 р. | 2003 р. |
| Конвергенція та Єднання (CiU) | 14,5 %  | 27,4 %  |
| Соціалістична партія Каталонії (PSC) | 62,8 %  | 55,2 %  |
| Народна партія (PP) | 0 %     | 0 %     |
| Ініціатива за зелену Каталонію (IC) | 0 %     | 17,4 %  |
| Республіканська лівиця Каталонії (ERC) | 0 %     | 0 %     |
| Громадянська партія (C's) | 0 %     | 0 %     |
| Інші | 22,8 %  | 0 %     |